# Riders Milano

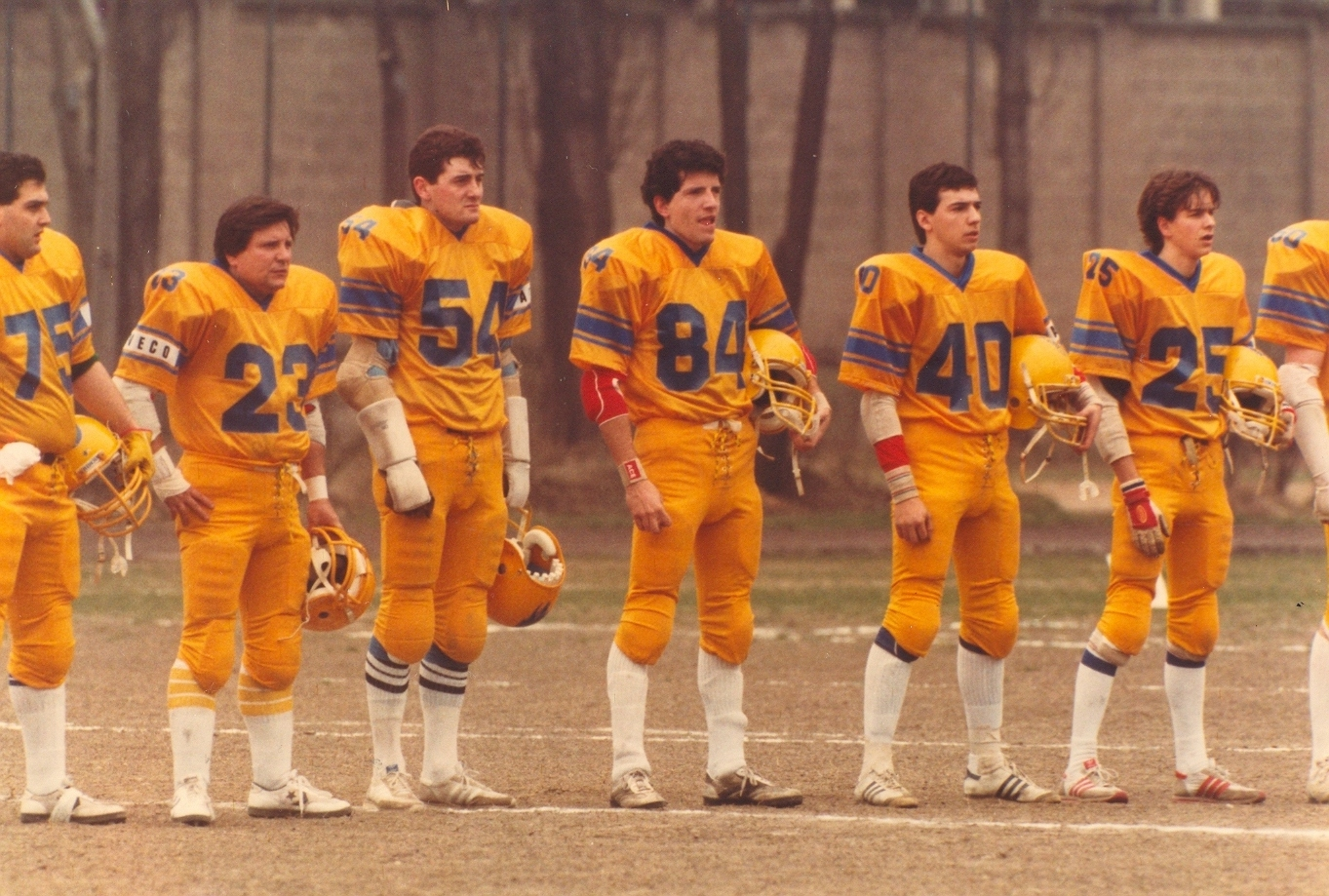
I Riders Milano

I Riders Milano sono stati una squadra di football americano di Sesto San Giovanni e Milano.
Nel settembre 1985 sono confluiti nei Rhinos Milano.

## Dettaglio Stagioni

### Tornei nazionali

#### Campionato

##### Serie A
| Stagione | regular season | regular season | regular season | regular season | regular season | regular season | playoff | playoff | playoff | playoff | playoff | playoff   | playoff    |
|          | Vin            | Par            | Per            | Tot            | PF             | PS             | Vin     | Per     | Tot     | PF      | PS      | risultato | avversaria |
| -------- | -------------- | -------------- | -------------- | -------------- | -------------- | -------------- | ------- | ------- | ------- | ------- | ------- | --------- | ---------- |
| 1983     | 0              | 0              | 10             | 10             | 6              | 390            | -       | -       | -       | -       | -       | -         | -          |
| 1984     | 2              | 0              | 8              | 10             | 86             | 377            | -       | -       | -       | -       | -       | -         | -          |
| 1985     | 2              | 0              | 10             | 12             | 30             | 279            | -       | -       | -       | -       | -       | -         | -          |
| Totale   | 4              | 0              | 28             | 32             | 122            | 1046           |         |         |         |         |         |           |            |

Fonte: Enciclopedia del Football - A cura di Roberto Mezzetti